# Sutter (Unternehmen)
Die Sutter Holding GmbH ist die Konzernobergesellschaft der Sutter-Gruppe, einem deutschen Wurstwarenhersteller mit Sitz in Gau-Bickelheim in Rheinland-Pfalz.

## Firmengeschichte
Im Jahr 1953 übernahm Karl-Joachim Sutter eine Gaststätte mit Metzgerei in Gau-Bickelheim. Der Betrieb wurde 1973 auf 1.000 m² erweitert. Die Sutter GmbH wurde 1981 gemeinsam mit den Söhnen Fritz und Hans-Joachim gegründet. Ein neues Werk wurde im Jahr 1989 in Wörrstadt errichtet, das 1996 erweitert wurde. Ein zweiter Standort wurde 2005 in Gau-Bickelheim gebaut, 2006 in Betrieb genommen und 2007 erweitert. 2018 wurde in Gau-Bickelheim ein weiteres Produktionsgebäude, direkt an der Anschlussstelle Gau-Bickelheim (Nr. 52) der Bundesautobahn 61 gelegen, in Betrieb genommen und der Standort Wörrstadt geschlossen.
Neben Fleisch- und Wurstwaren werden auch Convenience-Produkte hergestellt.
Heute verfügt Sutter über zwei Werke, die sich beide in Gau-Bickelheim befinden. Die Produkte werden über den deutschen und internationalen Lebensmittelhandel verkauft. Eine Besonderheit bei Sutter besteht darin, dass sieben Werksverkäufe betrieben werden. Diese befinden sich in Wörrstadt, Bad Kreuznach, Ingelheim, Worms, Bingen, Wiesbaden und Kaiserslautern. Diese Märkte sind großflächig und sind sogenannte Freestander, d. h., sie sind keinem Produktionsbetrieb angegliedert.
In den Konzernabschluss werden neben der Sutter GmbH auch fünf Immobilien-Tochterunternehmen einbezogen. Die Sutters Landhaus GmbH betrieb seit 2013 ein Landhotel in Gensingen, das Hotel wurde Mitte 2020 geschlossen und das Anlagevermögen verkauft. Diese GmbH befindet sich in Liquidation.
Die Namensähnlichkeit zum Schweizer Fleisch- und Wurstwarenhersteller Ernst Sutter AG ist zufällig. Beide Firmen haben gesellschaftsrechtlich nichts miteinander zu tun. Es gibt auch keine gemeinsame Historie.